# Sergej Spivak
Sergej Spivak, född 24 januari 1995 i Moldavien, är en  moldavisk MMA-utövare som sedan 2019 tävlar i organisationen Ultimate Fighting Championship. Han är WWFC:s före detta tungviktsmästare.

## Karriär

### Debut
Spivak gjorde sin professionella debut i den ukrainska organisationen RFP 28 september 2014 mot ukrainaren Andrej Serebrianikov (0-2). Spivak vann debuten via TKO i den första ronden.

### WWFC
Nästa match gick i WWFC mot ukrainaren Jevgenij Bova (5-4). En match Spivak vann via submission i första ronden.

### Utanför WWFC
Inom loppet av fem månader, oktober 2016 och februari 2017, mötte Spivak två motståndare i två mindre regionala organisationer (N1 Pro och Eagles FC). Han mötte Dimitri Mikutsa och Artem Cherkov och avslutade bägge i första ronden.

### Tillbaka i WWFC
Väl tillbaka under WWFC:s flagg mötte Spivak engelsmannen Luke Morton (2-3)29 mars 2017 vid Cage Encounter 6 och besegrade honom via KO efter 40 sekunder i den första ronden.
Strax under tre månader senare 14 juni mötte Spivak amerikanen Travis Fulton som hade ett smått osannolikt facit om 253-52-10 (1) i en titelmatch. Spivak vann matchen och titeln via submission i den första ronden.
Spivak försvarade sin titel mot kroaten Ivo Cuk (12-9) 24 mars 2018 och besegrade utmanaren via TKO i första ronden.
Sitt andra titelförsvar gick Spivak 29 september 2018 wid WWFC 12 mot amerikanen Tony Lopez (61-28). Spivak besegrade utmanaren via submission i den första ronden.

### UFC
Spivak gjorde sin UFC-debut 4 maj 2019 vid UFC Fight Night 151 mot Walt Harris. Harris besegrade Spivak via TKO efter 50 sekunder i den första ronden och gav därmed Spivak hans första professionella förlust.
Spivak tog tillbaka initiativet och vann mot sin nästa motståndare Tai Tuivasa genom teknisk submission i den andra ronden vid UFC 243.

## Tävlingsfacit
| Resultat | Facit | Motståndare                | Metod                            | Evenemang                                   | Datum             | Rond | Tid  | Plats                            | Notering                   |
| -------- | ----- | -------------------------- | -------------------------------- | ------------------------------------------- | ----------------- | ---- | ---- | -------------------------------- | -------------------------- |
| Vinst    | 1–0   | Andrej Serebrianikov (UKR) | TKO (slag)                       | RFP Galychyny Cup                           | 28 september 2014 | 1    | 4:31 | Lviv, Ukraina                    |                            |
| Vinst    | 2–0   | Jevgenij Bova (UKR)        | Submission (kimura)              | WWFC Ukraine Selection 1                    | 19 november 2014  | 1    | n/a  | Lviv, Ukraina                    |                            |
| Vinst    | 3–0   | Jurij Gorbenko (UKR)       | Submission (armbar)              | WWFC Ukraine Selection 4                    | 31 januari 2015   | 1    | 3:38 | Lviv, Ukraina                    |                            |
| Vinst    | 4–0   | Dimitri Mikutsa (UKR)      | Submission (armbar)              | N1 Pro MMA Nomad                            | 4 oktober 2015    | 2    | 4:34 | Karaganda, Kazakhstan            |                            |
| Vinst    | 5–0   | Artem Cherkov (UKR)        | KO (huvudspark)                  | Eagles FC 1                                 | 27 februari 2016  | 1    | 1:52 | Chișinău, Moldavien              |                            |
| Vinst    | 6–0   | Luke Morton (GBR)          | KO (slag)                        | WWFC Cage Encounter 6                       | 29 mars 2017      | 1    | 0:40 | Kiev, Ukraina                    |                            |
| Vinst    | 7–0   | Travis Fulton (USA)        | Submission (rear-naked)          | WWFC Cage Encounter 7                       | 14 juni 2017      | 1    | 2:50 | Kiev, Ukraina                    | Vann tungviktstiteln       |
| Vinst    | 8–0   | Ivo Cuk (CRO)              | TKO (slag)                       | WWFC 10                                     | 24 mars 2018      | 1    | 2:21 | Kiev, Ukraina                    | Försvarade tungviktstiteln |
| Vinst    | 9–0   | Tony Lopez (USA)           | Submission (neck crank)          | WWFC 10                                     | 29 september 2018 | 1    | 4:12 | Kiev, Ukraina                    | Försvarade tungviktstiteln |
| Förlust  | 9–1   | Walt Harris (USA)          | TKO (slag)                       | UFC Fight Night: Iaquinta vs. Cowboy        | 4 maj 2019        | 1    | 0:50 | Ottawa, Kanada                   |                            |
| Vinst    | 10–1  | Tai Tuivasa (AUS)          | Teknisk submission (armtriangel) | UFC 243                                     | 5 oktober 2019    | 2    | 3:14 | Melbourne, Australien            |                            |
| Förlust  | 10–2  | Marcin Tybura (POL)        | Domslut (enhälligt)              | UFC Fight Night: Benavidez vs. Figueiredo   | 29 februari 2020  | 3    | 5:00 | Norfolk, VA, USA                 |                            |
| Vinst    | 11–2  | Carlos Felipe (BRA)        | Domslut (majoritet)              | UFC Fight Night: Figueiredo vs. Benavidez 2 | 19 juli 2020      | 3    | 5:00 | Abu Dhabi, Förenade arabemiraten |                            |
| Vinst    | 12–2  | Jared Vanderaa (USA)       | TKO (slag)                       | UFC Fight Night: Blaydes vs. Lewis          | 20 februari 2021  | 2    | 4:32 | Las Vegas, NV, USA               |                            |
| Vinst    | 13–2  | Oleksij Olejnik (RUS)      | Domslut (enhälligt)              | UFC on ESPN: The Korean Zombie vs. Ige      | 19 juni 2021      | 3    | 5:00 | Las Vegas, NV, USA               |                            |
| Förlust  | 13–3  | Tom Aspinall (ENG)         | TKO (armbåge och slag)           | UFC Fight Night: Brunson vs. Till           | 4 september 2021  | 1    | 2:30 | Las Vegas, NV, USA               |                            |
| Vinst    | 14–3  | Greg Hardy (USA)           | TKO (slag)                       | UFC 272                                     | 5 mars 2022       | 1    | 2:16 | Las Vegas, NV, USA               |                            |
| Vinst    | 15–3  | Augusto Sakai (BRA)        | TKO (slag)                       | UFC on ESPN: Santos vs. Hill                | 6 augusti 2022    | 2    | 3:42 | Las Vegas, NV, USA               |                            |
| Vinst    | 16–3  | Derrick Lewis (USA)        | Submission (armtriangel)         | UFC Fight Night: Lewis vs. Spivac           | 4 februari 2023   | 1    | 3:05 | Las Vegas, NV, USA               | Performance of the Night   |
| Förlust  | 16–4  | Ciryl Gane (FRA)           | TKO (slag)                       | UFC Fight Night: Gane vs. Spivac            | 2 september 2023  | 2    | 3:44 | Paris, Frankrike                 |                            |
| Vinst    | 17–4  | Marcin Tybura (POL)        | Submission (armbar)              | UFC on ESPN: Tybura vs. Spivac 2            | 10 augusti 2024   | 1    | 1:44 | Las Vegas, NV, USA               | Performance of the Night   |
| Förlust  | 17–5  | Jailton Almeida (BRA)      | TKO (slag)                       | UFC 311                                     | 18 januari 2025   | 1    | 4:53 | Inglewood, Kalifornien, USA      |                            |